# Фужер, Джозеф Вернон
Джеймс Вернон Фужер (англ. Joseph Vernon Fougère; 20 мая 1943 года, Petit-de-Grat, Новая Шотландия, Канада — 18 июня 2013 года, Шарлоттаун, Остров Принца Эдуарда, Канада) — двенадцатый епископ Шарлоттауна с 11 декабря 1991 года по 11 июля 2009 года.

## Биография
Родился в 1943 году в селении Petit-de-Grat, провинция Новая Шотландия. Получил высшее образование в Университете Святого Франциска Ксаверия. В дальнейшем обучался в Высшей семинарии в Монреале, где получил научную степень доктора богословия. 31 мая 1969 года рукоположен в священники для служения в епархии Антигониша. Последующие семь лет служил в епархиальной миссии в Гондурасе. Входил в состав Совета священников архиепархии Тегусигальпы.
В дальнейшем обучался в Калифорнийском университете. После возвращения в Канаду служил в различных католических приходах. В 1988 году назначен генеральным викарием и руководителем пастырского служения епархии Антигониша.
11 декабря 1991 года Римский папа Иоанн Павел II назначил его епископом Шарлоттауна. 19 марта 1992 года в соборе Святого Дунстана состоялось его рукоположение в епископы, которое совершил епископ Антигониша Колин Кампбелл в сослужении с архиепископом Галифакса Остином-Эмилем Берком и епископом Антигониша в отставке Вильямом Эдвардом Повером.
11 июля 2009 года подал в отставку. Умер в июне 2013 года в госпитале Королевы Елизаветы в Шарлоттауне.